# تپه گبری سیر یوه
تپه گبری سیر یوه مربوط به دوران پیش از تاریخ ایران باستان تا دوران‌های تاریخی پس از اسلام است و در شهرستان کنگاور، روستای حمزه آباد واقع شده و این اثر در تاریخ ۱۰ دی ۱۳۸۱ با شمارهٔ ثبت ۷۰۰۵ به‌عنوان یکی از آثار ملی ایران به ثبت رسیده است.